# Melanocamenta rufocastanea
Melanocamenta rufocastanea är en skalbaggsart som beskrevs av Moser 1924. Melanocamenta rufocastanea ingår i släktet Melanocamenta och familjen Melolonthidae. Inga underarter finns listade i Catalogue of Life.